# Takuya Iwanami
Takuya Iwanami (Japans: 岩波 拓也, Iwanami Takuya) (Kobe, 18 juni 1994) is een Japans voetballer die als verdediger speelt bij Vissel Kobe.

## Clubcarrière
Takuya Iwanami begon zijn carrière in 2012 bij Vissel Kobe. In 6 jaar speelde hij er 143 competitiewedstrijden.

## Japans voetbalelftal
Takuya Iwanami nam met het Japans voetbalelftal deel aan de Olympische Zomerspelen 2016.